# Такер, Джеральд
Джеральд Такер (англ. Gerald Tucker; 14 марта 1922 — 29 мая 1979) — американский баскетболист и тренер, игравший на студенческом и любительском уровне. Чемпион Олимпийских игр 1956 года в Мельбурне в качестве тренера.

## Студенческая карьера
В 1947 году окончил Университет Оклахомы, где в течение трёх лет играл за команду «Оклахома Сунерс», в которой провёл успешную карьеру. При Такере «Сунерс» два раза выигрывали регулярный чемпионат конференции Big 6 (1942, 1947), а также два раза выходили в плей-офф студенческого чемпионата США (1943, 1947).
В 1943 году «Сунерс» дошли до 1/4 финала турнира NCAA (англ. Elite Eight), где 26 марта в упорной борьбе проиграли команде Кена Сэйлорса «Вайоминг Ковбойз», будущему победителю турнира, со счётом 50-53, в котором Такер стал вторым по результативности игроком своей команды, набрав 11 очков. В 1947 году «Сунерс» вышли в финал четырёх турнира NCAA (англ. Final Four), где сначала в полуфинальном матче, 22 марта, в упорной борьбе обыграли команду Слейтера Мартина «Техас Лонгхорнс» со счётом 55-54, в котором Джеральд стал лучшим по результативности игроком своей команды, набрав 15 очков, а затем в финальной игре, 25 марта, проиграли команде Джорджа Кафтана и Боба Коузи «Холи-Кросс Крузейдерс» со счётом 47-58, в которой Такер стал лучшим игроком матча, набрав 22 очка.
В 1947 году Джеральд Такер признавался баскетболистом года среди студентов по версии Helms Foundation. Помимо этого он один раз включался в 1-ю всеамериканскую сборную NCAA (1947), а также один раз — во 2-ю всеамериканскую сборную NCAA (1943).

## Любительская карьера
Такер играл на позиции центрового и никогда не выступал на профессиональном уровне. После окончания университета Оклахомы он решил не заключать соглашение с командами Баскетбольной ассоциации Америки и Национальной баскетбольной лиги, а подписал контракт с клубом нефтяной компании Филлипс Петролеум «Бартлесвилл Филлипс 66» (его другое название «Ойлерз 66») из Любительского спортивного объединения (AAU), выступавшим в Национальной промышленной баскетбольной лиге (NIBL), где стал партнёром Боба Кёрланда. Джеральд провёл в команде всего два сезона, но успел за это время выиграть чемпионский титул (1950), кроме того два раза включался во всеамериканскую сборную AAU (1949, 1950).

## Тренерская карьера
После завершения карьеры игрока Такер на протяжении четырёх сезонов проработал на должности главного тренера в родной команде «Бартлесвилл Филлипс 66» (1954—1958). Под его руководством «Нефтяники» стали чемпионами турнира AAU в сезоне 1954/1955 годов, обыграв в финальном матче со счётом 66-64 клуб «Лакетт-Никс Клипперс» из Боулдера (штат Колорадо). В следующем сезоне они также играли в решающем матче, но с разницей в два очка проиграли команде «Бачан Бейкерс» из Сиэтла (57-59).
В 1956 году Такер тренировал сборную США с Биллом Расселлом и Кей Си Джонсом в составе, которая под его руководством стала чемпионом летних Олимпийских игр в Мельбурне. В финальном матче звёзднополосатые со счётом 89-55 разгромили сборную СССР, которой руководил Степан Спандарян.

## Смерть
Джеральд Такер умер 29 мая 1979 года на 58-м году жизни. В 1989 году его именем назвали финал четырёх NCAA все сорок команд, участвовавших в турнире.